# Психосоматска медицина
Психосоматска медицина је област медицине која проучава, дијагностикује и лечи физичке здравствене поремећаје произашле из емотивних проблема - психосоматске болести. Она инсистира на јединству ума и тела како у здрављу тако и у медицини. Многи лекари сматрају да је откривање бројних психолошких узрока болести кључ за разумевање и лечење физичких симптома саме болести. Због више него очигледне и честе повезаност телесних и душевних поремећаја, као и великог утицај психе на развој телесних (соматских) поремећаја, уназад неколико деценија у свету је дошло до интензивног развоја посебне области медицине психосоматске медицине.
Управо зато што она повезује две велике дисциплине, различите специјалисте и терапијске опције, психосоматска медицина је повезана са бројним дијагностичким изазовима као и старим дилемама о томе јесу ли неки симптоми телесни, психички, заједнички или је то нови ентитет настао због интеракције душе и тела. .

## Историја
Схватајући велики значај психосоматских болести, због све веће бројности оболелих, у медицини се развила и све више унапређује посебана област, психосоматска медицина, која пре свега има за циљ да нас ослободи ...Картезијанске подела човека на душу и тело и ослободи нас дуалитета тврдње да је увек реч о симултаној реакцији на извесне спољашње или унутрашње надражаје, која се одвија како у психичкој, тако и у соматској области.
Историјски гледано све је почело од размишљања да снажне емоције (бес, страх, жалост) могу изазвати телесна обољења. Ово размишљање владало је још код Хипократа, Сократа и других античких лекара и великих мислилаца.
У средњовековном исламу у делима Персијских психолога - лекара Ахмеда Ибн Сахл ал Балкија (Ahmed ibn Sahl al-Balkhi) (934) и Хали Абаса (994) налазимо прва размишљања о настанку болести као последици интеракције ума и тела. Оба лекара су схватила како физиолошке и психолошке функције у телу пацијента могу да имају утицај једна на другу. До ових сазнања они су дошли на основу утврђивања разлике између пацијената који су били физички и ментално здрав и оних који су били физички и ментално болесни.
Немачки лекар Јохан Хајнрот био је међу првима који је 1818. употребио нови термин: психосоматски поремећај у објашњењу психогеног удела у настанку инсомније. Он говори о сомато-психичким поремећајима који представљају психичке, пратеће, манифестације телесних обољења.
Од тада требало је да прође више од сто година да се сазнања о овој болести обогате новим истраживањима у медицини, мада су размишљања о психосоматским поремећајима била пристуна и континуирано негован у неким традиционалним медицинским системима (ајурведска медицина).
Франц Александер на почетку 20. века, започео је истраживање динамичке повезаности између ума и тела, а Зигмунд Фројд истраживања психосоматске болести, након преписке са Георгом Грудеком (Georg Groddeck) који је, у то време, истраживао могућности лечења физичких поремећаја применом психолошких процедура. Такав приступ подразумевао је размишљање о болести као о континуираној интеракцији психичких и соматских фактора.
Micheale Balint и његове Balint-групе шездесетих година 20. века, указале су да је неопходно да лекар приступа целој личности болесника. Сматрали су да око 30% болесника консултује лекара због симптоматологије која у основи има емоционалну дисфункцију
Фландрија Данбар је у првој половини 20. века покушала је да поједине психосоматске болести доведе у везу са психичким особинама личности. Она је развила концепт постојања коронарне, улкусне или труматофилне личности. Њено учење, осим концепта коронарне личности, односно тзв. „А-типа личности“, као хипотезе данас је углавном оповргнута. Коронарна личност је окарактерисана претераном амбициозношћу, склоношћу такмичарском духу и нерешеним проблемима према ауторитету, што објашњава амбивалентним односом према родитељима у детињству.
Од 1970-их, након истраживања   и његових колеге у Немачкој и другим земљама, биосемиотичка теорија се све више примењује као теоријска основа у психосоматској медицине.
Значајан допринос проучавању психосоматике дала је психоаналитички оријентисана мађарска психосоматска школа. Sandor Ferenzi, развио је концепт биолошких основа психоанализе, концепт биоанализе, разматрао да ли психосоматска болест има или нема симболичко значење. Такође, говорећи о феномену хистеричне материјализације покушао је да разграничи хистеричну неурозу од психосоматског поремећаја.
Данас, психосоматска болест је препозната у свим областима медицине, а на појединим психијатријским, или још чешће и на интернистичким клиникама у свету све више се оснивају посебна одељења за лечење психосоматских болести.
Два открића у медицини била су од великог значаја за боље разумевање и схватање како се то психички чиниоци уплићу у телесно реаговање и како се телесно реаговање враћа у своме дејству на психу, стварајући понекад затворени, „зачарани“ круг, лат. Circulus vitiosus, у коме је болесник заробљен својом болешћу. Једно откриће (психоаналитичко), потекло је из области истраживања људске психе, док је друго потекло из области физиологије аутономног нервног система.
Откриће психоанализе; да оштећење наших функција потиче од несвесних конфликата, (оних које је наше свесно „Ја“ одбацило и потиснуло у несвесно), који су, набијени „енергијом“ и који представљају израз наших основних нагонских тежњи, било је одлучујуће за допринос у развоју психосоматске медицине.
Иако се Фројд није примарно бавио психосоматским болестима, и у почетку свог истраживања ограничио на испитивање узрока промена тзв. „виших“ функција, (мишљења, говора, моторне и сексуалне функције), ...убрзо му је постало јасно да ове промене, могу настати као последице нерешених а потиснутих унутрашњих конфликата и да задиру много дубље у тело, све до вегетативног и ендокриног система...и да су вегетативне функције најближе несвесном делу личности, коју је Фројд назвао „Оно“. Па као што анималне или вољне моторне функције немају никакав утицај на вегетативне, које се одвијају без учешћа свести, тако ни наше свесно „Ја“ нема директну контролу над несвесним „Оно“.

## Којој грани медицине припада психосоматска медицина?
Док се у САД психосоматска медицина сматра субспецијализацијом у области психијатрије и неурологије, у Немачкој и другим европским земљама она се сматра субспецијализацијом у области интерне медицине.
Савремени лекари који прате ову област медицине сматрају да психосоматски приступ треба да буде основни став свих  лекара, чиме ову грану медиицине не проглашавају као субспецијалност, већ као интегрални део сваке специјалности.

## Дијагностика
Како психосоматски поремећаји захтевају помоћ и лечење. веома је важна њихова  правилна и тачна дијагноза. Психосоматске болести су стања која манифестују физичке симптоме, али њихов главни узрок су психоемоционални поремећаји. Психосоматски поремећаји се најчешће манифестују поремећајима у раду гастроинтестиналног тракта, боловима у мишићима, зглобовима, карлици и главобољом. Често имају тенденцију да настану спонтано, безповезаности са спољним факторима. Посебност психосоматских поремећаја је у томе што у присуству тешких физичких симптома дијагноза не указује на присуство било какве физичке болести.
У пракси дијагноза се поставља, након што су искључене све друге могуће соматске болести, а састоји се од посебног теста и прегледа код психолога и клиничког интервјуа од стране психијатра.
Психијатар је тај који коначно  потврђује дијагнозу.  Када лекари не потврде дијагнозу, тада се може говорити о вероватноћи психосоматског поремећаја. Ако лекар, након комплетног прегледа, није открио физичку болест и препоручи психијатријску консултацију, ова препорука се мора поштовати. Међутим многи паццијенти који се суочавају са оваквим проблемом и након препоруке настављају да траже друго мишљење, понекад и по неколико година могу да се прегледају у различитим клиникама у потрази за фиктивном болешћу.

## Методе лечења у психосоматској медицине
Медицински третмани и психотерапија који се користе за лечење болести за које се верује да имају психосоматску компоненту, обухватају фармакотерапију и психотерапеутску подршку и примену и других научних и алтернативних метода.
Лечење психосоматских поремећаја захтева време. Они не реагују тако лако на терапију као, на пример, анксиозни поремећаји, јер се изражавају физичким симптомима. Лечење може трајати од неколико месеци до годину дана психотерапијске подршке и терапије лековима, што зависи од пратећих психо-емоционалних тегоба. У неким случајевима уочава се веза физичког симптома са спољашњом ситуацијом. На пример, код деце, у позадини психосоматских симптом  могу бити потешкоћа са адаптацијом у вртићу или школи.
Код одраслих се психосоматски симптоми се могу јавити и код стреса.